# 박영준 (1911년)
박영준(朴榮濬, 1911년 ~ 1976년 7월 14일)은 대한민국의 소설가이다. 호는 만우, 평안남도 강서 출생이다.
부친인 박석훈 목사는 3.1운동에 가담했다가 체포되어 평양형무소에서 옥사(1920)하였다. 이 때문에 매우 가난한 유년 시절을 보냈다. 함종공립보통학교를 졸업한 이후에는 평양 숭실중학교에 입학했다가 1926년 평양 광성보통학교 3학년에 편입, 선교사 자녀 육성기금을 받으며 학교를 다녔다.
연희전문 문과를 졸업한 1934년, 농민의 생활상을 그린 장편소설 『1년』이 『신동아』 현상소설 모집에, 단편 <<모범경작생>>이 『조선일보』 신춘문예에 당선됨으로써 문단에 등장했다. 이후 <<어머니>>, <<목화씨 뿌릴 때>> 등 주로 농촌 소설을 발표하였다. 전문학교 시절부터 학생극이나 발표 작품의 검열 문제로 경찰에 불려다니는 일이 잦았으며, 1938년에는 아예 만주 길림성으로 이주하였다.
해방 이후 만주에서 귀국하여 월간지 『신세대』, 『경향신문』 등 언론사에 근무하며 주로 소시민 생활의 윤리적인 면을 강조한 소설을 발표하였다. 한국전쟁 중에는 피랍되어 끌려가다가 탈출한 이후 육군종군작가단 임원으로서 종군하였고, 전후에는 연세대, 한양대 등 대학에서 교편을 잡았다.
1958년에는 대한민국예술원 회원에 피선되었다.
작품으로는 장편에 『아름다운 길』 등이 있고, 단편집으로 <<목화씨 뿌릴 때>>(1947) 등이 있는데, 1953년 단편집 <<그늘진 꽃밭>>으로 자유문학상을 받았다.